# Ulica Uniwersytecka w Warszawie
Ulica Uniwersytecka – ulica w dzielnicy Ochota w Warszawie. 

## Opis

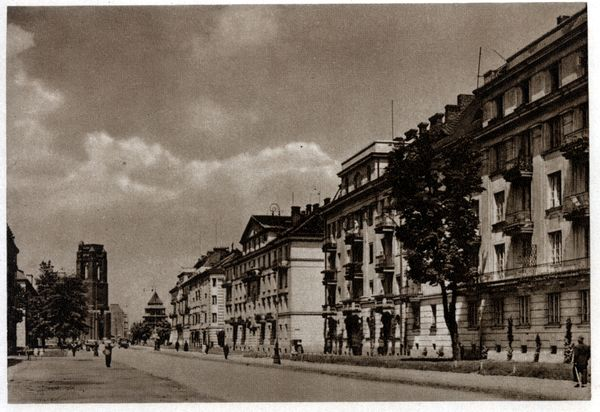
Ulica Uniwersytecka w latach 30. XX wieku

Wytyczona w latach dwudziestych XX w. jako jedna z arterii promieniście zbiegających się na placu Narutowicza. Główna ulica kolonii Lubeckiego. 
W pierwotnych planach miała to być główna ulica łącząca Ochotę z Mokotowem, dochodząca do ul. Madalińskiego. W planach tych miała być jedną z centralnych ulic przyszłego kompleksu uczelniano-wojskowo-administracyjnego (stąd nazwa), którego centrum miało powstać na miejscu Pola Mokotowskiego (Dzielnica Nauki). Opóźnienia z przenoszeniem lotniska z Pola Mokotowskiego na Okęcie, kłopoty finansowe, częściowa zmiana planów przestrzennych po zbudowaniu lotniska na Okęciu, wytyczenie ul. Żwirki i Wigury łączącej je z centrum miasta i wreszcie wybuch wojny, sprawiły, że ulicę Uniwersytecką dociągnięto tylko do zbiegu z ul. Wawelską i ul. Raszyńską. Po wojnie zaniechano dalszej jej budowy, a nawet odcięto przejazd do ul. Wawelskiej przy pomniku Lotnika, przez co ulica stała się ślepa.
Zabudowa ulicy w dużej mierze zachowała międzywojenny charakter. W czasie powstania warszawskiego i pacyfikacji Ochoty na rogu Uniwersyteckiej i Wawelskiej znajdowała się „Reduta Wawelska” obwodu Ochota. 

## Inne informacje
W XIX w. nazwę „Uniwersytecka” nosiła uliczka znajdująca się za dzisiejszą Bramą Główną Uniwersytetu Warszawskiego i prowadząca do jego kampusu.

## Ważniejsze obiekty
- Dom Studencki Politechniki Warszawskiej „Pineska-Tulipan” (nr 5)[1]